# Viburnum nudum
Viorne à cymes pédonculées
Espèce
La Viorne à cymes pédonculées (Viburnum nudum) est une plante de la famille des Adoxaceae. 

## Description
La Viorne à cymes pédonculées est un arbrisseau avec des feuilles simples et alternes sur une tige élancée. Les fleurs sont blanches et fleurissent à la fin du printemps.

## Liste des variétés
Selon Catalogue of Life (21 novembre 2015) :
- variété Viburnum nudum var. cassinoides

Selon Tropicos (21 novembre 2015) (Attention liste brute contenant possiblement des synonymes) :
- variété Viburnum nudum var. angustifolium Torr. & A. Gray
- variété Viburnum nudum var. cassinoides (L.) Torr. & A. Gray
- variété Viburnum nudum var. grandifolium A. Gray
- variété Viburnum nudum var. nudum
- variété Viburnum nudum var. serotinum Ravenel ex Chapm.